# Zingari (opera)
Zingari è un’opera lirica in un atto, composta nel 1912 da Ruggero Leoncavallo su libretto di Enrico Cavacchioli e di Guglielmo Emanuel. 

## Storia
Il soggetto dell'opera è desunto dall'omonimo poemetto di Alexander Puskin del 1824.
L'opera venne dedicata alla memoria di Teresa Jean (ved. Jean Paut), definita da Leoncavallo "sua seconda madre".
La prima dell’opera è andata in scena il 16 settembre 1912 al Teatro Hippodrome di Londra, sotto la direzione dello stesso compositore.
Anche se al giorno d'oggi Zingari non si può di certo definire un'opera di repertorio, ebbe enorme successo sia a Londra che negli Stati Uniti (dove è stata probabilmente l'opera di Leoncavallo con più rappresentazioni, fatta salva naturalmente Pagliacci).

## Trama
L'azione si articola in due quadri che si svolgono entrambi lungo le rive del basso Danubio in un accampamento di zingari. Tra il primo e il secondo quadro passa un anno, scandito da un intermezzo sinfonico.

### Episodio I
La zingara Fleana, libera e bella, invita a unirsi alla tribù il principe Radu, fuggito dalla sua vita di agi e certezze per seguirla infrangendo le regole del campo che non vorrebbero estranei alla tribù. Fleana e Radu si amano e vivono la loro passione, sotto gli occhi di Tamar anch'egli innamorato di lei.
Con il permesso del vecchio capo del campo, Fleana sposa Radu con rito di sangue. Fleana incanta e soggioga con danze e canti sensuali tutta la comunità, scatenando la gelosia di Tamar che tenterà di avventarsi su di lei e di ucciderla.

### Episodio II
Consumata la fiamma d'amore per Radu, Fleana volge ora il proprio desiderio a Tamar e tradisce Radu in appassionate e segrete notti d'amore. 
A nulla valgono i patetici richiami e le suppliche di Radu; Fleana prosegue la sua relazione con Tamar. Radu appicca il fuoco al carro dove si sono ritirati i due amanti e, mentre il fuoco avvolge i loro corpi, al colmo della follia e privato del suo amore si toglie la vita ai piedi del carro dell'amata.

## Personaggi
| Ruolo              | Voce     | Cast della prima rappresentazione (16/09/1912) |
| ------------------ | -------- | ---------------------------------------------- |
| Fleana             | soprano  | Rinalda Pavoni                                 |
| Radu               | tenore   | Egidio Cunego                                  |
| L'Anziano          | baritono | Armando Santolini                              |
| Tamar              | baritono | Ernesto Caronna                                |
| Coro degli zingari |          |                                                |

## Discografia parziale
- 2000 - Marina Fratarcangeli, Andrea Elena, Carlo Morini, Andrea Rola, Orchestra Regina, Coro Harmonia Cantata, dir. Giovan Battista Varoli (Records International).[2]
- 2022 - Krassimira Stoyanova, Arsen Soghomonyan, Stephen Gaertner, Royal Philharmonic Orchestra, dir. Carlo Rizzi (Opera Rara)